# Iduschtschije wmeste
Iduschtschije wmeste (russisch Идущие вместе; zu deutsch: Die gemeinsam Gehenden) ist eine regierungstreue Jugendorganisation in Russland. Der Name der Organisation wird bisweilen auch als Gemeinsamer Weg ins Deutsche übertragen. Einer ihrer Initiatoren war Wassili Jakemenko, der später auch die Jugendorganisation Naschi anführte. Die Bewegung war der Vorläufer anderer regierungstreuer Jugendorganisationen wie der erwähnten Naschi sowie Molodaja Gwardija und Mestnyje. 

## Gründung
Die Organisation wurde im Jahr 2000 gegründet. Von der liberalen russischen Presse wurde vermutet, dass ihre Entstehung durch den stellvertretenden Leiter der russischen Präsidialadministration Wladislaw Surkow unterstützt wurde. Der Vorsitzende von Iduschtschije wmeste, Wassili Jakemenko, hatte selbst zuvor in der innenpolitischen Abteilung der Präsidialadministration gearbeitet. 
Die Führung von Iduschtschie wmeste betonte hingegen ihre Selbständigkeit. Jakemenko sagte aus, die Gründung der Organisation beruhe auf einer Idee von ihm und seinem Bruder. 

## Tätigkeit
In den Jahren 2000 bis 2004 organisierten Iduschtschije wmeste zur Unterstützung des russischen Präsidenten Wladimir Putin Großveranstaltungen, die zwischen 10.000 und 20.000 Teilnehmer hatten. Internationale Aufmerksamkeit erreichten sie zudem mit skandalträchtigen Veranstaltungen wie der gegen den Schriftsteller Wladimir Sorokin gerichteten Aktion vor dem Bolschoi-Theater, bei der dieser als „Kotfresser und Pornograph“ bezeichnet wurde und seine Bücher symbolisch in eine Toilettenschüssel geworfen wurden.

## Finanzierung
Nach eigenen Angaben finanzierte sich die Organisation durch „Spenden von Großunternehmen und Banken“ sowie Mitgliedsbeiträge und kommunale Mittel zur Jugendförderung.

## Bedeutungsverlust
Nachdem ihr Gründer und Vorsitzender Wassili Jakemenko die Organisation im April 2005 verlassen hatte um die Leitung der neugegründeten Bewegung Naschi zu übernehmen, verloren Iduschtschije wmeste an Bedeutung. Der stellvertretende Vorsitzende, Jakemenkos Bruder, erklärte, dass die Organisation fortbestehen würde, sich jedoch künftig nicht mehr mit politischen Fragen, sondern allein mit kulturellen Angelegenheiten befassen würde. Nachfolger Wassili Jakemenkos auf dem Posten des Vorsitzenden wurde Pawel Wladimirowitsch Tarakanow.